# Classificació de la Copa del Món de futbol 2010-CONMEBOL
La fase de classificació de la Copa del Món de Futbol 2010 de la zona sud-americana fou organitzada i supervisada per la CONMEBOL (CSF).
La zona sud-americana comptava amb 4 places directes i una plaça de playoff contra un equip de la CONCACAF. El torneig de classificació es disputa en un grup únic a doble volta, entre els deu equips associats.

## Grup de classificació
| Equip     | Pts | PJ | PG | PE | PP | GF | GC | Dif |
| --------- | --- | -- | -- | -- | -- | -- | -- | --- |
| Brasil    | 34  | 18 | 9  | 7  | 2  | 33 | 11 | +22 |
| Xile      | 33  | 18 | 10 | 3  | 5  | 32 | 22 | +10 |
| Paraguai  | 33  | 18 | 10 | 3  | 5  | 24 | 16 | +8  |
| Argentina | 28  | 18 | 8  | 4  | 6  | 23 | 20 | +3  |
| Uruguai   | 24  | 18 | 6  | 6  | 6  | 28 | 20 | +8  |
| Equador   | 23  | 18 | 6  | 5  | 7  | 22 | 26 | -4  |
| Colòmbia  | 23  | 18 | 6  | 5  | 7  | 14 | 18 | -4  |
| Veneçuela | 22  | 18 | 6  | 4  | 8  | 23 | 29 | -6  |
| Bolívia   | 15  | 18 | 4  | 3  | 11 | 22 | 36 | -14 |
| Perú      | 13  | 18 | 3  | 4  | 11 | 11 | 34 | -23 |

| L\V       | Argentina | Bolívia | Brasil | Colòmbia | Equador | Paraguai | Perú | Uruguai | Veneçuela | Xile |
| Argentina |           | 3:0     | 1:3    | 1:0      | 1:1     | 1:1      | 2:1  | 2:1     | 4:0       | 2:0  |
| Bolívia   | 6:1       |         | 2:1    | 0:0      | 1:3     | 4:2      | 3:0  | 2:2     | 0:1       | 0:2  |
| Brasil    | 0:0       | 0:0     |        | 0:0      | 5:0     | 2:1      | 3:0  | 2:1     | 0:0       | 4:2  |
| Colòmbia  | 2:1       | 2:0     | 0:0    |          | 2:0     | 0:1      | 1:0  | 0:1     | 1:0       | 2:4  |
| Equador   | 2:0       | 3:1     | 1:1    | 0:0      |         | 1:1      | 5:1  | 1:2     | 0:1       | 1:0  |
| Paraguai  | 1:0       | 1:0     | 2:0    | 0:2      | 5:1     |          | 1:0  | 1:0     | 2:0       | 0:2  |
| Perú      | 1:1       | 1:0     | 1:1    | 1:1      | 1:2     | 0:0      |      | 1:0     | 1:0       | 1:3  |
| Uruguai   | 0:1       | 5:0     | 0:4    | 3:1      | 0:0     | 2:0      | 6:0  |         | 1:1       | 2:2  |
| Veneçuela | 0:2       | 5:3     | 0:4    | 2:0      | 3:1     | 1:2      | 3:1  | 2:2     |           | 2:3  |
| Xile      | 1:0       | 4:0     | 0:3    | 4:0      | 1:0     | 0:3      | 2:0  | 0:0     | 2:2       |      |

## Primera fase
- Ronda 1
  - 13-10-07 Montevideo:  Uruguai 5-0  Bolívia
  - 13-10-07 Buenos Aires:  Argentina 2-0  Xile
  - 13-10-07 Quito:  Equador 0-1  Veneçuela
  - 13-10-07 Lima:  Perú 0-0  Paraguai
  - 14-10-07 Bogotà:  Colòmbia 0-0  Brasil
- Ronda 2
  - 16-10-07 Maracaibo:  Veneçuela 0-2  Argentina
  - 17-10-07 La Paz:  Bolívia 0-0  Colòmbia
  - 17-10-07 Asunción:  Paraguai 1-0  Uruguai
  - 17-10-07 Santiago:  Xile 2-0  Perú
  - 17-10-07 Rio de Janeiro:  Brasil 5-0  Equador
- Ronda 3
  - 17-11-07 Buenos Aires :  Argentina 3-0  Bolívia
  - 17-11-07 Bogotà :  Colòmbia 1-0  Veneçuela
  - 18-11-07 Asunción :  Paraguai 5-1  Equador
  - 18-11-07 Lima :  Perú 1-1  Brasil
  - 18-11-07 Montevideo :  Uruguai 2-2  Xile
- Ronda 4
  - 20-11-07 San Cristóbal :  Veneçuela 5-3  Bolívia
  - 20-11-07 Bogotà :  Colòmbia 2-1  Argentina
  - 21-11-07 Quito :  Equador 5-1  Perú
  - 21-11-07 São Paulo:  Brasil 2-1  Uruguai
  - 21-11-07 Santiago :  Xile 0-3  Paraguai
- Ronda 5
  - 14-06-08 Montevideo :  Uruguai 1-1  Veneçuela
  - 14-06-08 Lima :  Perú 1-1  Colòmbia
  - 15-06-08 Asunción :  Paraguai 2-0  Brasil
  - 15-06-08 Buenos Aires :  Argentina 1-1  Equador
  - 15-06-08 La Paz :  Bolívia 0-2  Xile
- Ronda 6
  - 18-06-08 Montevideo :  Uruguai 6-0  Perú
  - 18-06-08 La Paz :  Bolívia 4-2  Paraguai
  - 19-06-08 Quito :  Equador 0-0  Colòmbia
  - 19-06-08 Belo Horizonte:  Brasil 0-0  Argentina
  - 20-06-08 Puerto la Cruz :  Veneçuela 2-3  Xile
- Ronda 7
  - 06-09-08 Buenos Aires :  Argentina 1-1  Paraguai
  - 06-09-08 Quito :  Equador 3-1  Bolívia
  - 07-09-08 Bogotà :  Colòmbia 0-1  Uruguai
  - 07-09-08 Lima :  Perú 1-0  Veneçuela
  - 08-09-08 Santiago :  Xile 0-3  Brasil
- Ronda 8
  - 10-09-08 Asunción :  Paraguai 2-0  Veneçuela
  - 10-09-08 Montevideo :  Uruguai 0-0  Equador
  - 11-09-08 Santiago :  Xile 4-0  Colòmbia
  - 11-09-08 Lima :  Perú 1-1  Argentina
  - 11-09-08 Rio de Janeiro :  Brasil 0-0  Bolívia
- Ronda 9
  - 11-10-08 La Paz :  Bolívia 3-0  Perú
  - 11-10-08 Buenos Aires :  Argentina 2-1  Uruguai
  - 12-10-08 Bogotà :  Colòmbia 0-1  Paraguai
  - 12-10-08 San Cristóbal :  Veneçuela 0-4  Brasil
  - 12-10-08 Quito :  Equador 1-0  Xile

## Segona fase
- Ronda 10
  - 14-10-08 La Paz :  Bolívia 2-2  Uruguai
  - 15-10-08 Asunción :  Paraguai 1-0  Perú
  - 16-10-08 Santiago :  Xile 1-0  Argentina
  - 16-10-08 Puerto La Cruz :  Veneçuela 3-1  Equador
  - 16-10-08 Rio de Janeiro :  Brasil 0-0  Colòmbia
- Ronda 11
  - 28-03-09 Montevideo :  Uruguai 2-0  Paraguai
  - 28-03-09 Buenos Aires :  Argentina 4-0  Veneçuela
  - 28-03-09 Bogotà :  Colòmbia 2-0  Bolívia
  - 29-03-09 Quito :  Equador 1-1  Brasil
  - 29-03-09 Lima :  Perú 1-3  Xile
- Ronda 12
  - 31-03-09 Puerto Ordaz :  Veneçuela 2-0  Colòmbia
  - 01-04-09 La Paz :  Bolívia 6-1  Argentina
  - 01-04-09 Quito :  Equador 1-1  Paraguai
  - 01-04-09 Santiago :  Xile 0-0  Uruguai
  - 01-04-09 Porto Alegre :  Brasil 3-0  Perú
- Ronda 13
  - 06-06-09 Montevideo :  Uruguai 0-4  Brasil
  - 06-06-09 La Paz :  Bolívia 0-1  Veneçuela
  - 06-06-09 Buenos Aires :  Argentina 1-0  Colòmbia
  - 06-06-09 Asunción :  Paraguai 0-2  Xile
  - 07-06-09 Lima :  Perú 1-2  Equador
- Ronda 14
  - 10-06-09 Quito :  Equador 2-0  Argentina
  - 10-06-09 Medellín:  Colòmbia 1-0  Perú
  - 10-06-09 Puerto Ordaz :  Veneçuela 2-2  Uruguai
  - 10-06-09 Santiago :  Xile 4-0  Bolívia
  - 10-06-09 Recife:  Brasil 2-1  Paraguai
- Ronda 15
  - 05-09-09 Rosario:  Argentina 1-3  Brasil
  - 05-09-09 Santiago :  Xile 2-2  Veneçuela
  - 05-09-09 Asunción :  Paraguai 1-0  Bolívia
  - 05-09-09 Lima :  Perú 1-0  Uruguai
  - 05-09-09 Medellín :  Colòmbia 2-0  Equador
- Ronda 16
  - 09-09-09 Estat de Bahia:  Brasil 4-2  Xile
  - 09-09-09 Puerto La Cruz :  Veneçuela 3-1  Perú
  - 09-09-09 Asunción :  Paraguai 1-0  Argentina
  - 09-09-09 Montevideo :  Uruguai 3-1  Colòmbia
  - 09-09-09 La Paz :  Bolívia 1-3  Equador
- Ronda 17
  - 10-10-09 Quito :  Equador 1-2  Uruguai
  - 10-10-09 Medellín :  Colòmbia 2-4  Xile
  - 10-10-09 Puerto Ordaz :  Veneçuela 1-2  Paraguai
  - 10-10-09 Buenos Aires :  Argentina 2-1  Perú
  - 11-10-09 La Paz :  Bolívia 2-1  Brasil
- Ronda 18
  - 14-10-09 Montevideo :  Uruguai 0-1  Argentina
  - 14-10-09 Asunción :  Paraguai 0-2  Colòmbia
  - 14-10-09 Santiago :  Xile 1-0  Equador
  - 14-10-09 Campo Grande :  Brasil 0-0  Veneçuela
  - 14-10-09 Lima :  Perú 1-0  Bolívia

## Repesca amb la CONCACAF
14 i 18 de novembre del 2009
| Partit | CONCACAF   | Resultat global | CONMEBOL | Resultat anada | Resultat tornada |
| ------ | ---------- | --------------- | -------- | -------------- | ---------------- |
| -      | Costa Rica | 1:2             | Uruguai  | 0:1            | 1:1              |

## Classificats
| Brasil | Xile | Paraguai | Argentina | Uruguai |
| Brasil | Xile | Paraguai | Argentina | Uruguai |

## Golejadors
| Jugador                | Selecció  | Gols |
| ---------------------- | --------- | ---- |
| Humberto Suazo         | Xile      | 10   |
| Luís Fabiano           | Brasil    | 9    |
| Joaquín Botero         | Bolívia   | 8    |
| Diego Forlán           | Uruguai   | 7    |
| Marcelo Moreno Martins | Bolívia   | 7    |
| Salvador Cabañas       | Paraguai  | 6    |
| Giancarlo Maldonado    | Veneçuela | 6    |
| Sebastián Abreu        | Uruguai   | 6    |
| Kaká                   | Brasil    | 5    |
| Nilmar                 | Brasil    | 5    |
| Nelson Haedo Valdez    | Paraguai  | 5    |
| Luis Suárez            | Uruguai   | 5    |